# شهر کیمو
شهر کیمو (به لاتین: Qiemo Town) یک شهرک در جمهوری خلق چین است که در Qiemo County واقع شده‌است. شهر کیمو ۱٬۲۵۲ متر بالاتر از سطح دریا واقع شده‌است.